# Dan Reynolds
Daniel Coulter „Dan” Reynolds (ur. 14 lipca 1987 w Las Vegas) – amerykański muzyk, znany przede wszystkim jako wokalista założonej w Las Vegas grupy muzycznej Imagine Dragons. Wydał także minialbum zatytułowany Egyptian – EP w duecie z Aja Volkman (członkiem Nico Vega) pod pseudonimem Egyptian. Jest laureatem nagrody David Starlight Award przyznawanej przez Songwriters Hall of Fame.

## Wczesne życie
Reynolds przyszedł na świat 14 lipca 1987 roku w Las Vegas jako siódme z dziewięciorga dzieci Christene M. (z domu Callister) i Ronalda Reynoldsa, prawnika i autora. Oboje pochodzą z Nevady, a Dan należy do czwartego pokolenia rodowitych mieszkańców Nevady. W 2005 zdobył rangę Eagle Scout. Reynolds jest członkiem Kościoła Jezusa Chrystusa Świętych w Dniach Ostatnich. W wieku 19 lat zgłosił się w pełnym wymiarze godzin jako misjonarz w Nebrasce na dwa lata. Na cześć swojej trwałej relacji z rodzicami napisał piosenkę „I Bet My Life”.

## Kariera

### Imagine Dragons (od 2008)
Reynolds nie chciał zostać profesjonalnym muzykiem, częściowo przez słowa swojego kolegi z zespołu: „Nie twórz muzyki, ponieważ chcesz tworzyć muzykę – twórz muzykę, jeśli musisz tworzyć muzykę”. Po rozpoczęciu nauki na Uniwersytecie Brighama Younga Reynolds odkrył, że nie może „robić czegoś innego” i poświęcił się całkowicie profesjonalnej karierze muzycznej. W Utah poznał perkusistę Andrew Tolmana i założył z nim Imagine Dragons. Z Reynoldsem jako głównym wokalistą Imagine Dragons wygrali „Bitwę Zespołów” na Uniwersytecie oraz inne lokalne konkursy. Basista Ben McKee dołączył do zespołu w Las Vegas, a perkusista i przyjaciel Wayne’a z Berklee College of Music dopełnił grupę. Zespół przeniósł się do Las Vegas, gdzie członkowie występowali i doskonalili swój warsztat, występując przy mniejszych publicznościach prawie co noc. Pierwszy przełom nastąpił kiedy frontman zespołu Train zachorował tuż przed festiwalem Bite of Las Vegas 2010. Imagine Dragons dostali propozycję zastąpienia zespołu i wystąpili przed ponad 26 tysięczną publicznością. W listopadzie 2011 roku podpisali kontrakt z wytwórnią płytową Interscope Records i rozpoczęli współpracę z laureatem Nagród Grammy, producentem muzycznym Alexem da Kidem.
Imagine Dragons wydali debiutancki album Night Visions oraz pierwszy singiel „It’s Time” we wrześniu 2012 roku. Night Visions znalazł się w zestawieniu 10 najlepszych albumów w USA w 2012, 2013 i 2014 roku. Został nagrodzony Billboard Music Award w kategorii Najlepszy Album Rockowy i był nominowany do Juno Award w kategorii Zagraniczny Album Roku. Drugi singiel „Radioactive” osiągnął trzecie miejsce na liście Billboard Hot 100. „Radioactive” ustanowiło również rekord wszech czasów, królując w zestawieniu Billboard Rock Songs przez kolejne 23 tygodnie oraz rekord wszech czasów w długości przebywania na liście Billboard Hot 100 (87 tygodni). Rolling Stone nazwało tę piosenkę „największym hitem rockowym roku”. „Radioactive” jest najlepiej sprzedającą się piosenką w formie cyfrowej w Stanach Zjednoczonych z ponad 7,5-milionową sprzedażą. RIAA nadal utworowi status diamentowego. Trzeci singiel zatytułowany „Demons” osiągnął szóste miejsce w zestawieniu Billboard Hot 100 i jest ósmą najlepiej sprzedającą się w formie cyfrowej piosenką w historii, ze sprzedażą w USA przekraczającą 5 milionów. Imagine Dragons byli dwukrotnie nominowani do Nagrody Grammy, w tym w kategorii Record of the Year, ale wygrali tylko w kategorii Najlepszy Występ Rockowy. Wygrali także dwukrotnie American Music Award w kategorii Favorite Alternative Artist, Teen Choice Award w kategorii Choice Rock Group, Worlds Music Award w kategorii World’s Best Rock Act oraz Billboard Music Award w kategorii Top Rock Artist. Imagine Dragons zaliczyli debiut jako główny artysta na dużym festiwalu w 2014 roku na Made In America Music Festival, a także przyciągnęli duża publiczność i zgarnęli pozytywne recenzje na festiwalach takich jak Lollapalooza Brazil (2014).
Imagine Dragons wydali drugi album Smoke + Mirrors w lutym 2015 roku. Płyta znalazła się w zestawieniach Billboard 200, UK Album Chart oraz Billboard Canadian Albums. Z albumu pochodzą single „I Bet My Life” i „Shots”, oba z nich znalazły się w zestawieniach Billboard Hot 100. W sierpniu 2015 zespół wydał nowy singiel zatytułowany „Roots”.

### Egyptian (2010)
Otwierając koncert dla Nico Vega w 2010 roku, Reynolds poznał główną wokalistkę tego zespołu, Aję Volkman. Zaprosił ją do współpracy przy kilku demach, nad którymi pracował. Dwójka rozpoczęła współpracę, którą nazwali Egyptian. Wspólnie nagrali, wyprodukowali i niezależnie wydali w formie cyfrowej minialbum pod tym samym tytułem, zawierający 4 utwory.

### Night Street Records (od 2016)
W sierpniu 2016 roku Reynolds otworzył własną wytwórnię płytową, Night Street Records, z dystrybucją prowadzoną przez Interscope Records.

## Życie prywatne
5 marca 2011 Reynolds poślubił Aję Volkman, ma z nią czwórkę dzieci. 18 sierpnia 2012 roku urodziła się ich córka, Arrow Eve Reynolds. Natomiast 28 marca 2017 roku doczekali się dwóch kolejnych dziewczynek, Gia James i Coco Rae Reynolds. Najmłodsze dziecko to syn, Valentine Reynolds, który urodził się 1 października 2019 roku. W kwietniu 2018 ogłosił, że on i Aja zamierzają się rozwieść po 7 latach małżeństwa. Volkman potwierdziła to następnego dnia. Ostatecznie jednak para wróciła do siebie i wycofała wniosek o rozwód. Rok później para wspólnie potwierdziła, że spodziewa się kolejnego dziecka. 1 października 2019 roku przyszedł na świat ich syn, Valentine Reynolds. We wrześniu 2022 para ogłosiła, że rozstali się po kilkuletniej próbie uratowania ich małżeństwa. 
Od 2023 roku jest w związku z amerykańską aktorką Minką Kelly. 
Reynolds cierpi na zesztywniające zapalenie stawów kręgosłupa, chorobę autozapalną, która zasadniczo wpływa na kręgosłup, a także inne stawy oraz wrzodziejące zapalenie jelita grubego. 

### Polityka
W 2022 roku wokalista wyraził poparcie dla Lula da Silvy, kandydującego wówczas w brazylijskich wyborach prezydenckich.

## Filantropia
Od 2013 roku Imagine Dragons razem z rodziną Tylera Robinsona wspiera The Tyler Robinson Foundation, pomagającą młodym ludziom walczącym z rakiem. Imagine Dragons brało również udział w projektach: Do The Write Thing: National Campaign to Stop Violence, „Bringing Human Rights Home” Amnesty International „All Is One Orlando Unity Concert” One Orlando Fund oraz „Playing It Forward" Crakle. W 2015 roku Imagine Dragons wydali piosenkę „I Was Me”, z której cały dochód został przekazany na projekt One4 pomagający uchodźcom w ucieczce, szczególnie na Bliskim Wschodzie.

## Odznaczenia
- Order „Za zasługi” III klasy (2022)[49]